# NGC 195
NGC 195 (ook wel PGC 2391, MCG -2-2-79, NPM1G -09.0025 of IRAS00370-0928) is een balkspiraalstelsel in het sterrenbeeld Walvis.
NGC 195 werd in 1877 ontdekt door de Duitse astronoom Ernst Wilhelm Leberecht Tempel.